# Cifre chirilice

Numere chirilice

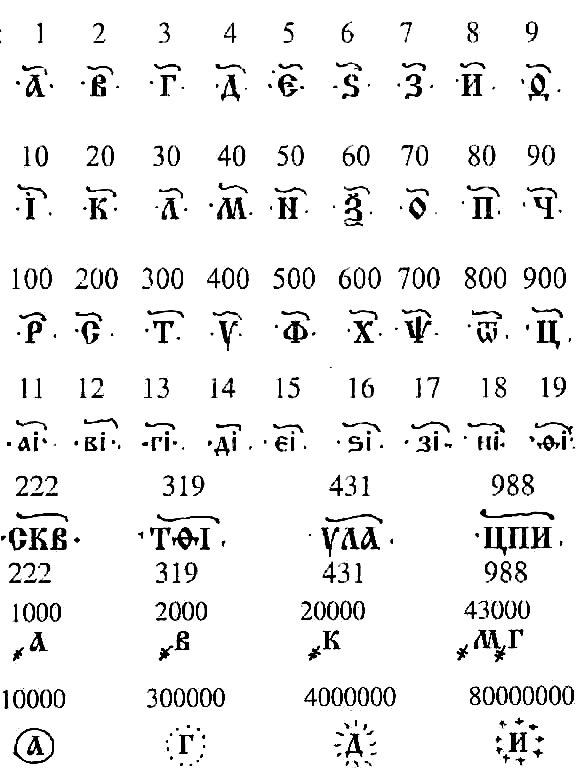
Numere scrise cu cifre chirilice

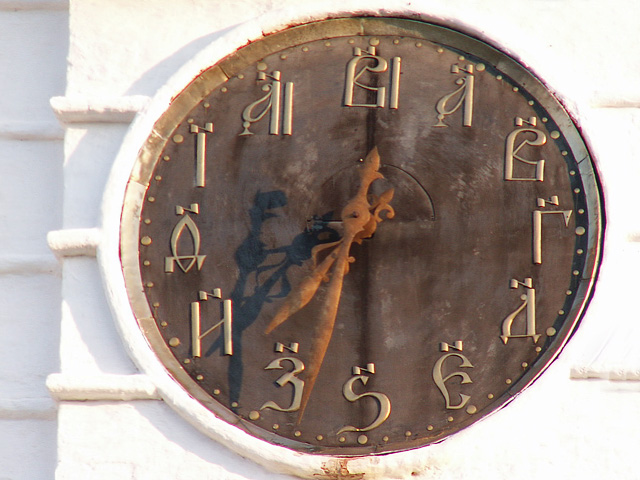
Ceasul turnului Kremlinului din Suzdal

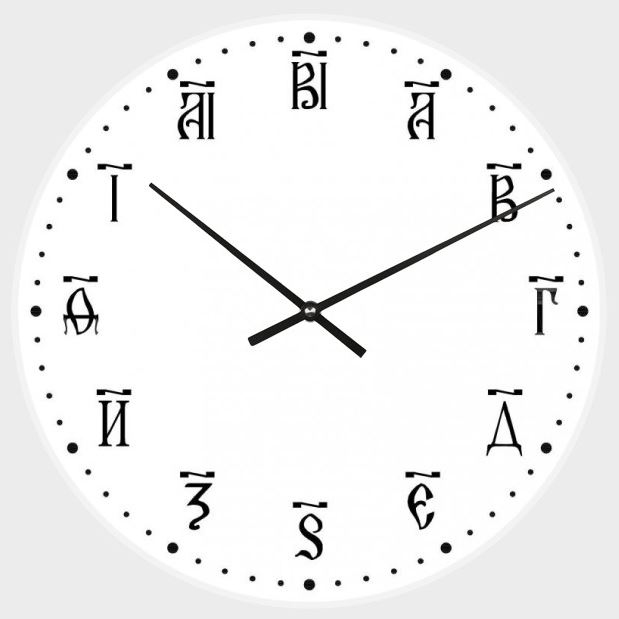
Ceas cu cifre Chirilice

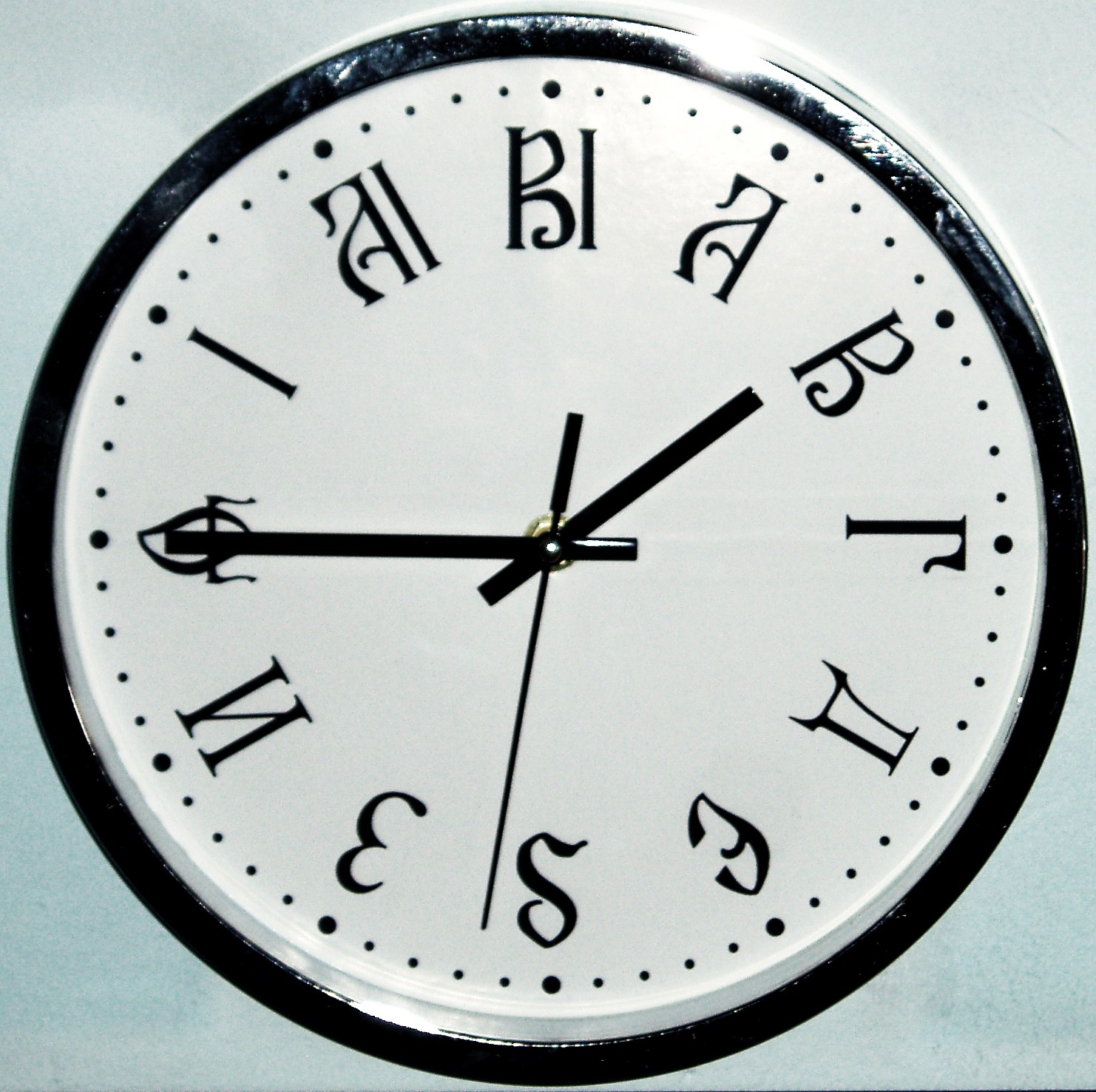
Ceas de perete cu cifre chirilice

Cifrele chirilice constituie baza unui sistem de numerație dezvoltat la sfârșitul secolului al X-lea în Țaratul Bulgar, derivat din sistemul de numerație grecesc și din alfabetul chirilic.
Cifrele chirilice au fost folosite și în Rusia până în secolul al XVIII-lea, când țarul Petru I a dispus înlocuirea lor cu cifrele arabe.
Numerele scrise cu cifre chirilice se regăsesc în cărți vechi bisericești scrise în limba slavonă.